# IV legislatura del Regno di Sardegna
La IV legislatura del Regno di Sardegna ebbe inizio il 20 dicembre 1849 e si concluse il 20 novembre 1853.

## Elezioni
Il r.d. n. 963 del 20 novembre 1849 indiceva le elezioni generali per la Camera dei Deputati nei giorni 9, 10, 11 dicembre (il 13 per la Sardegna). Le elezioni si effettuarono a scrutinio uninominale a suffragio ristretto, secondo la legge in vigore (n. 680 del 17 marzo 1848). Gli elettori chiamati alle urne, nei 204 collegi, furono 86 800 (il 2,00% della popolazione residente) e i votanti (al primo scrutinio) 57 229 (il 65,90% degli aventi diritto).
Aperta in Torino il 20 dicembre 1849, la legislatura durò tre anni, undici mesi e un giorno ed ebbe tre sessioni (come concesso e disciplinato dall'art. 9 dello Statuto Albertino). La prima sessione fu prorogata il 15 luglio 1850 (r.d. n. 1061) e chiusa il 18 novembre 1850 con il regio decreto n. 1101. Lo stesso r.d. aprì la seconda sessione il 23 novembre 1850 che, dopo una proroga (r.d. n. 1225 del 15 luglio 1851), venne dichiarata chiusa dal r.d. n. 1336 del 27 febbraio 1852. La terza, aperta il 4 marzo 1852 (r.d. 1336 del 27 febbraio 1852), dopo due proroghe (r.d. nn. 1412 e 1581), fu chiusa il 20 novembre 1853 (r.d. n. 1662).

## Governi
Governi formati dai Presidenti del Consiglio dei ministri su incarico reale.
1. Governo d'Azeglio I (7 maggio 1849 - 21 maggio 1852), presidente Massimo Taparelli, marchese d'Azeglio
2. Governo d'Azeglio II (21 maggio 1852 - 4 novembre 1852), presidente Massimo Taparelli, marchese d'Azeglio
3. Governo Cavour I (4 novembre 1852 - 4 maggio 1855), presidente Camillo Benso, conte di Cavour

## Parlamento Subalpino

### Camera dei Deputati
I sessione
- Presidente
  - Pier Dionigi Pinelli, nominato il 29 dicembre 1849 (79 voti su 125)
- Vicepresidenti
  - Gaetano De Marchi, nominato il 29 dicembre 1849 (78 voti su 125)
  - Ferdinand Palluel, nominato il 29 dicembre 1849 (74 voti su 125)

II sessione
- Presidente
  - Pier Dionigi Pinelli, nominato il 23 novembre 1850 (71 voti su 117)
- Vicepresidenti
  - Gaetano De Marchi, nominato il 23 novembre 1850 (62 voti su 116), si dimette il 28 novembre 1850
  - Carlo Bon Compagni di Mombello, nominato il 23 novembre 1850 (59 voti su 116)
  - Gaspare Benso, nominato il 29 novembre 1850 (57 voti su 113, seconda votazione) per sostituire Gaetano De Marchi

III sessione
- Presidente
  - Pier Dionigi Pinelli, nominato il 4 marzo 1852 (86 voti su 123), morì il 25 aprile 1852
  - Urbano Rattazzi, nominato il 11 maggio 1852 (74 voti su 128, ballottaggio in terza votazione), cessò dalla carica il 27 ottobre 1853 per nomina a Ministro
  - Carlo Bon Compagni di Mombello, nominato il 16 novembre 1853 (56 voti su 104)
- Vicepresidenti
  - Gaspare Benso, nominato il 4 marzo 1852 (71 voti su 123)
  - Urbano Rattazzi, nominato il 4 marzo 1852 (71 voti su 123, ballottaggio in terza votazione), cessò dalla carica l'11 maggio 1852 per nomina a presidente della Camera
  - Carlo Bon Compagni di Mombello, nominato l'11 maggio 1852 (77 voti su 124, ballottaggio in terza votazione), cessò dalla carica il 22 maggio 1852 per nomina a Ministro
  - Giuseppe Dabormida, nominato il 26 maggio 1852 (77 voti su 110), cessò dalla carica il 4 novembre 1852 per nomina a Ministro
  - Giovanni Lanza, nominato il 16 novembre 1853 (53 voti su 100, seconda votazione)

Nella legislatura la Camera dei Deputati tenne 681 sedute.

### Senato del Regno
I sessione
- Presidente
  - Giuseppe Manno, nominato con regio decreto del 18 dicembre 1849
- Vicepresidenti
  - Cesare Alfieri di Sostegno, nominato con regio decreto del 18 dicembre 1849
  - Giacomo Plezza, nominato con regio decreto del 18 dicembre 1849

II sessione
- Presidente
  - Giuseppe Manno, nominato con regio decreto del 21 novembre 1850
- Vicepresidenti
  - Cesare Alfieri di Sostegno, nominato con regio decreto del 21 novembre 1850
  - Giacomo Plezza, nominato con regio decreto del 21 novembre 1850

III sessione
- Presidente
  - Giuseppe Manno, nominato con regio decreto del 29 febbraio 1852
- Vicepresidenti
  - Cesare Alfieri di Sostegno, nominato con regio decreto del 29 febbraio 1852
  - Giacomo Plezza, nominato con regio decreto del 29 febbraio 1852

Nella legislatura il Senato tenne 303 sedute.

### Atti parlamentari
- Sessione del 1850. Documenti, Torino, 1863.
- Sessione del 1850. Discussioni della Camera dei Deputati, vol. 1, Torino, 1863.
- Sessione del 1850. Discussioni della Camera dei Deputati, vol. 2, Torino, 1864.
- Sessione del 1850. Discussioni della Camera dei Deputati, vol. 3, Torino, 1864.
- Sessione del 1850. Discussioni del Senato del Regno, Torino, 1865.
- Sessione del 1851. Documenti, vol. 1, Torino, 1865.
- Sessione del 1851. Documenti, vol. 2, Torino, 1865.
- Sessione del 1851. Discussioni della Camera dei Deputati, vol. 1, Firenze, 1865.
- Sessione del 1851. Discussioni della Camera dei Deputati, vol. 2, Firenze, 1866.
- Sessione del 1851. Discussioni della Camera dei Deputati, vol. 3, Firenze, 1866.
- Sessione del 1851. Discussioni della Camera dei Deputati, vol. 4, Firenze, 1866.
- Sessione del 1851. Discussioni della Camera dei Deputati, vol. 5, Firenze, 1866.
- Sessione del 1851. Discussioni della Camera dei Deputati, vol. 6, Firenze, 1866.
- Sessione del 1851. Discussioni del Senato del Regno, vol. 1, Firenze, 1866.
- Sessione del 1851. Discussioni del Senato del Regno, vol. 2, Firenze, 1867.
- Sessione del 1852. Documenti, vol. 1, Firenze, 1867.
- Sessione del 1852. Documenti, vol. 2, Firenze, 1867.
- Sessione del 1852. Documenti, vol. 3, Firenze, 1867.
- Sessione del 1852. Discussioni della Camera dei Deputati, vol. 1, Firenze, 1867.
- Sessione del 1852. Discussioni della Camera dei Deputati, vol. 2, Firenze, 1868.
- Sessione del 1852. Discussioni della Camera dei Deputati, vol. 3, Firenze, 1868.
- Sessione del 1852. Discussioni della Camera dei Deputati, vol. 4, Firenze, 1868.
- Sessione del 1852. Discussioni della Camera dei Deputati, vol. 5, Firenze, 1868.
- Sessione del 1852. Discussioni del Senato del Regno, Firenze, 1868.